# Semiothisa honoria
Semiothisa honoria är en fjärilsart som beskrevs av George Francis Hampson 1912. Semiothisa honoria ingår i släktet Semiothisa och familjen mätare. Inga underarter finns listade i Catalogue of Life.